# Infosys
Infosys Limited (NYSE: INFY) é uma empresa de tecnologia da informação indiana, sediada em Bangalore. Tem uma capitalização bolsista superior a 100 mil milhões de dólares.

## Aquisições
| Nome da empresa adquirida   | Baseado em       | Custo de aquisição     | Data de aquisição | Ramo da Empresa                                       |
| --------------------------- | ---------------- | ---------------------- | ----------------- | ----------------------------------------------------- |
| Expert Information Services | Austrália        | US$ 23 Milhões         | Dezembro de 2003  | provedor de serviços de TI                            |
| McCamish Systems            | EUA              | US$ 38 Milhões         | Dezembro de 2009  | Seguros e serviços financeiros                        |
| Portland Group              | Austrália        | AUD 37 Milhões         | Janeiro de 2012   | sourcing estratégico e gerenciamento de categorias    |
| Lodestone Holding AG        | Suíça            | US$ 345 Milhões        | Setembro de 2012  | Consultoria de gestão                                 |
| Panaya                      | Israel           | US$ 200 Milhões        | Março de 2015     | Tecnologia de automação                               |
| Skava                       | EUA              | US$ 120 Milhões        | Abril de 2015     | Soluções de experiência digital                       |
| Noah-Consulting             | EUA              | US$ 70 Milhões         | Novembro de 2015  | Serviços de consultoria em gestão da informação       |
| Skytree                     | EUA              | Valor não divulgado    | Abril de 2017     | Aprendizado de máquina                                |
| Brilliant Basics            | Reino Unido      | GBP 7,5 Milhões        | Agosto de 2017    | Design de produto e experiência do cliente            |
| Fluido Oy                   | Finlândia        | 65 milhões de euros    | Outubro de 2018   | Consultor e parceiro de consultoria Salesforce        |
| WongDoody                   | EUA              | US$ 75 Milhões         | Janeiro de 2019   | Serviços de publicidade e estratégia criativa         |
| Stater N.V.                 | Holanda          | 127,5 milhões de euros | Abril de 2019     | Serviços de hipoteca                                  |
| Simplus                     | EUA-UA           | US$ 250 Milhões        | Fevereiro de 2020 | Parceiro Salesforce                                   |
| Kaleidoscope                | EUA              | US$ 42 milhões         | Setembro de 2020  | Projeto e desenvolvimento de produtos                 |
| GuideVision                 | República Tcheca | 30 milhões de euros    | Outubro de 2020   | Parceiro ServiceNow                                   |
| Oddity                      | Alemanha         | 50 milhões de euros    | Março de 2022     | Agências de marketing digital, experiência e comércio |